# Lista de prefeitos de Oeiras
Esta é uma lista de prefeitos da cidade de Oeiras, no estado do Piauí, a partir da redemocratização brasileira e da volta das eleições municipais em 1947.  
| Nº | NOME                            | PARTIDO  | INÍCIO DO MANDATO      | FIM DO MANDATO         | OBSERVAÇÕES                                                                                 |
| -- | ------------------------------- | -------- | ---------------------- | ---------------------- | ------------------------------------------------------------------------------------------- |
| 1  | Augusto de Rocha Neto           | PSD      | 21 de abril de 1948    | 31 de janeiro de 1951  |                                                                                             |
| 2  | Laurentino Pereira Neto         | PSD      | 31 de janeiro de 1951  | 31 de janeiro de 1955  |                                                                                             |
| 3  | Mario de Alencar Freitas        | PSD      | 31 de janeiro de 1955  | 31 de janeiro de 1959  |                                                                                             |
| 4  | Adelino de Sá Rocha             | PSD      | 31 de janeiro de 1959  | 31 de janeiro de 1963  |                                                                                             |
| 5  | Juarez Tapety                   | PSD      | 31 de janeiro de 1963  | 1º de setembro de 1966 | Renunciou para concorrer a uma vaga na Assembleia Legislativa.                              |
| 6  | Acilino Homero Praça            | PSD      | 1º de setembro de 1966 | 31 de janeiro de 1967  | Vice-prefeito. Assumiu no lugar do titular                                                  |
| 7  | João da Mata Nunes              | ARENA II | 31 de janeiro de 1967  | 31 de janeiro de 1971  |                                                                                             |
| 8  | Juarez Tapety                   | ARENA II | 31 de janeiro de 1971  | 31 de janeiro de 1973  |                                                                                             |
| 9  | Pedro Mendes Freitas            | ARENA I  | 31 de janeiro de 1973  | 31 de janeiro de 1977  |                                                                                             |
| 10 | Pedro Waldemar de Reis Freitas  | ARENA I  | 31 de janeiro de 1977  | 31 de janeiro de 1983  |                                                                                             |
| 11 | Benedito de Carvalho Sá (B. Sá) | PMDB     | 31 de janeiro de 1983  | 1º de janeiro de 1989  |                                                                                             |
| 12 | Marco Antônio Nunes de Carvalho | PMDB     | 1º de janeiro de 1989  | 1º de janeiro de 1993  |                                                                                             |
| 13 | Walburg Ribeiro Gonçalves Filho | PFL      | 1º de janeiro de 1993  | 1º de janeiro de 1997  |                                                                                             |
| 14 | José Nogueira Tapety Neto       | PMDB     | 1º de janeiro de 1997  | 1º de janeiro de 2001  |                                                                                             |
| 14 | José Nogueira Tapety Neto       | PMDB     | 1º de janeiro de 2001  | 1º de janeiro de 2005  |                                                                                             |
| 15 | Tiel Reis                       | PMDB     | 1º de janeiro de 2005  | 1º de janeiro de 2009  |                                                                                             |
| 16 | Benedito de Carvalho Sá (B. Sá) | PSB      | 1º de janeiro de 2009  | 19 de julho de 2010    | Teve o seu mandato cassado pelo TRE-PI.                                                     |
| 17 | Antônio Portela Sobrinho        | PPS      | 19 de julho de 2010    | 22 de novembro de 2010 | Assumiu como Presidente da Câmara Municipal. Foi eleito prefeito em eleições suplementares. |
| 17 | Antônio Portela Sobrinho        | PPS      | 22 de novembro de 2010 | 1º de janeiro de 2013  | Assumiu como Presidente da Câmara Municipal. Foi eleito prefeito em eleições suplementares. |
| 18 | Lukano Sá                       | PSB      | 1º de janeiro de 2013  | 1º de janeiro de 2017  |                                                                                             |
| 19 | José Raimundo de Sá Lopes       | PP       | 1º de janeiro de 2017  | 1º de janeiro de 2021  |                                                                                             |
| 19 | José Raimundo de Sá Lopes       | PP       | 1º de janeiro de 2021  | 1º de janeiro de 2025  |                                                                                             |
| 20 | Hailton Alves Filho             | SDD      | 1º de janeiro de 2025  | Atualidade             | Prefeito eleito em sufrágio universal                                                       |